# Chironomus brevipalpis
Chironomus brevipalpis är en tvåvingeart som först beskrevs av Jean-Jacques Kieffer 1926.  Chironomus brevipalpis ingår i släktet Chironomus och familjen fjädermyggor.
Artens utbredningsområde är Northwest Territories, Kanada. Inga underarter finns listade i Catalogue of Life.